# Kido Yasushi
Yasushi Kido (sinh ngày 14 tháng 6 năm 1982) là một cầu thủ bóng đá người Nhật Bản.

## Sự nghiệp câu lạc bộ
Yasushi Kido đã từng chơi cho Vegalta Sendai.